# Həzrə (Qusar)
Həzrə è un comune dell'Azerbaigian situato nel distretto di Qusar. Conta una popolazione di 1.356 abitanti.